# Grégoire Leprince-Ringuet
Pour les articles homonymes, voir Famille Leprince-Ringuet.
Grégoire Leprince-Ringuet est un acteur et réalisateur français, né le 4 décembre 1987 à Paris.

## Biographie
Grégoire Leprince-Ringuet est né le 4 décembre 1987 à Paris 14e : il est originaire de Normandie et vit à Paris.
De 1998 à 2002, il est membre du chœur d'enfants de l'Opéra de Paris, parfois en tant que soliste, dans des mises en scène de Patrice Chéreau (Wozzeck), Mireille Larroche (Le Petit Ramoneur) et Michèle Broca (La Flûte enchantée, avec le cirque Gruss). Il chante ensuite dans Les Égarés et Les Chansons d'amour.
En 2002, il suit la formation des Enfants de la comédie, à Sèvres. L'année suivante, André Téchiné lui offre son premier rôle pour le cinéma, celui de Philippe dans Les Égarés, pour lequel il est nommé aux César.
De 2003 à 2005, lycéen au collège de Juilly, il suit pendant deux ans les cours de théâtre d'Yves Marcon, il intègre alors la troupe du lycée et joue : Une demande en mariage d'Anton Tchekhov ; L'Atelier de Jean-Claude Grumberg ; Théâtre sans animaux de Jean-Michel Ribes dans des mises en scène d'Yves Marcon.
Il a ensuite tourné, entre autres, pour Christophe Honoré dans Les Chansons d'amour et La Belle Personne et pour Robert Guédiguian dans L'Armée du crime.
En 2010, il est doublement présent au Festival de Cannes : en compétition officielle avec le dernier film de Bertrand Tavernier, La Princesse de Montpensier et hors compétition dans L'Autre Monde de Gilles Marchand.
Dans L'Accordeur de Olivier Treiner, œuvre à laquelle a été décerné en 2012 le César du meilleur court métrage, Grégoire interprète un pianiste prodige qui, ayant échoué à un concours international, se reconvertit pour le meilleur et pour le pire en accordeur de piano prétendument aveugle.
En 2015, il réalise son premier long métrage, La Forêt de Quinconces, produit par Alfama films (Paulo Branco), dans lequel il joue aux côtés de Pauline Caupenne et Amandine Truffy.

## Liens entre les membres de la famille
- Paul François Martin Pierre Leprince (10 novembre 1761 à Laval -  10 juin 1820) x le 26 mai 1788 à Laval Jeanne Jarry (1771-1840)
  - Auguste Émile Leprince-Ringuet (25 mai 1801 à Laval - 4 mars 1886 à Paris 8e) x le 19 septembre 1835 à Valognes Marie Félicité Marcotte (1819-1892)
    - Paul Émile Leprince-Ringuet (3 août 1841 à Paris 8e - 11 août 1900 à Pougues-les-Eaux) x le 9 décembre 1873 à Paris 8e Gabrielle Beauvalet (1856-1909)
      - Pierre Émile Leprince-Ringuet (1874-1954) x Marie-Louise Vatry (1880-1952)

    - Edmond Adrien Leprince-Ringuet (1845-1929 x 1872 Marie Anne Michèle Paillard (1851-1938)
      - Félix Adrien Louis Leprince-Ringuet (1873-1958) x 1900 Renée Marie Berthe Stourm (1876-1956), tertiaire de Saint-François, fille de René Stourm
        - Louis Leprince-Ringuet, (1901-2000) x le 13 avril 1926 Denise Paul-Dubois-Taine (1902-1926) puis xx le 6 mai 1929 Jeanne Motte (1905-1990)
        - Jean Marie Gabriel Leprince-Ringuet (5 avril 1904 à Arras - 26 février 1992 à Boulogne-Billancourt), officier de l'ordre national de la Légion d'honneur, x le 3 janvier 1929 à Meudon Suzanne Loiret (1905-1978)
          - René  Leprince-Ringuet x Thérèse Deldique
            - Antoine  Leprince-Ringuet x Anne Le Coutour
              - Grégoire Leprince-Ringuet (1987) x Pauline Caupenne (1986)

## Théâtre
- 2003 : Une demande en mariage d'Anton Tchekhov, mise en scène Yves Marcon : Lomov
- 2004 : L'Atelier de Jean-Claude Grumberg, mise en scène Yves Marcon : Léon
- 2005 : Au plus far du West, d'Yves Marcon, mise en scène de l'auteur : le réalisateur
- 2006 - 2007 : Théâtre sans animaux de Jean-Michel Ribes, mise en scène Yves Marcon, tournée : rôles multiples
- 2011 : Massacre à Paris de Christopher Marlowe, mise en scène Irène Favier, Théâtre 13, théâtre de Vanves : Charles IX
- 2012 : Tartuffe de Molière, mise en scène Laurent Delvert, théâtre du Beauvaisis, Grand Théâtre de Luxembourg : Tartuffe
- 2025 : Cyrano de Bergerac d'Edmond Rostand, mise en scène Anne Kessler, théâtre Antoine - Simone-Berriau

### Metteur en scène
- 2013 : Fernando Krapp m'a écrit cette lettre de Tankred Dorst au théâtre de Vanves

## Filmographie

### Acteur

#### Courts métrages
- 2002 : Déshabillez-moi de Jason Saltiel et Nuno Pires : rôle principal
- 2005 : Le Plat à gratin de Rodolphe Tissot : Laurent
- 2007 : Folles d'Adam de Samuel Bodin (écrit par Julien Honoré) : Adam
- 2010 : L'Accordeur d'Olivier Treiner : Adrien

#### Longs métrages
- 2003 : Les Égarés d'André Téchiné : Philippe

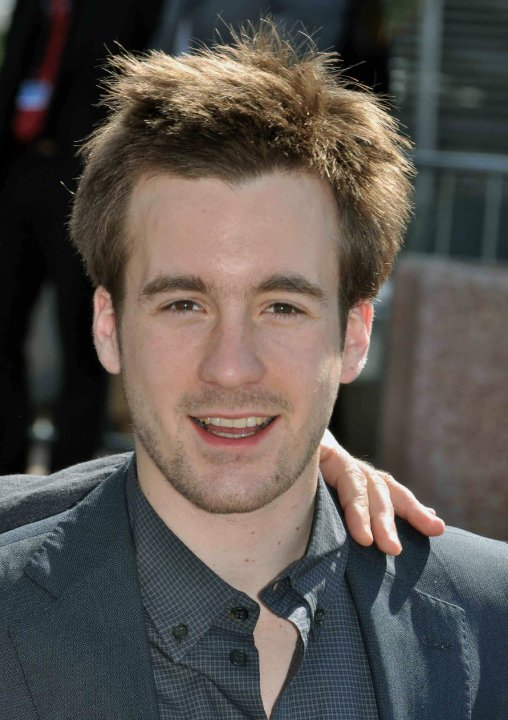
Grégoire Leprince-Ringuet au Festival de Cannes 2010.

- 2005 : Familles à vendre de Pavel Lounguine : Marc-Yves
- 2006 : Selon Charlie de Nicole Garcia : Thierry
- 2007 : Les Chansons d'amour de Christophe Honoré : Erwann
- 2007 : Voleurs de chevaux de Micha Wald : Vladimir
- 2007 : La Vie d'artiste de Marc Fitoussi : Frédéric
- 2008 : La Belle Personne de Christophe Honoré : Otto
- 2008 : Réfractaire de Nicolas Steil : François
- 2009 : L'Armée du crime de Robert Guédiguian : Thomas Elek
- 2010 : L'Autre Monde de Gilles Marchand : Gaspard
- 2010 : Djinns de Hugues Martin et Sandra Martin : Michel
- 2010 : La Princesse de Montpensier de Bertrand Tavernier : le prince de Montpensier
- 2011 : Les Neiges du Kilimandjaro de Robert Guédiguian : Christophe
- 2012 : Le noir (te) vous va si bien de Jacques Bral : Richard
- 2015 : Une histoire de fou de Robert Guédiguian : Gilles
- 2016 : La Forêt de Quinconces de Grégoire Leprince-Ringuet : Paul
- 2017 : Nos années folles de André Téchiné : Charles de Lauzin
- 2018 : La Douleur de Emmanuel Finkiel : Morland (François Mitterrand pendant la Seconde Guerre mondiale)
- 2018 : Le Cahier noir de Valeria Sarmiento : Bonaparte
- 2019 : Gloria Mundi de Robert Guédiguian : Bruno
- 2021 : The French Dispatch de Wes Anderson : TV reporter
- 2023 : Et la fête continue ! de Robert Guédiguian : Minas
- 2023 : Bonnard, Pierre et Marthe de Martin Provost : Édouard Vuillard
- 2023 : Une année difficile d’Éric Toledano et Olivier Nakache :  Quinoa
- 2023 : Vivants d'Alix Delaporte : Big boss
- 2024 : Sarah Bernhardt, La Divine de Guillaume Nicloux : Maurice Bernhardt
- 2024 : La Pie voleuse de Robert Guédiguian : Laurent

#### Télévision

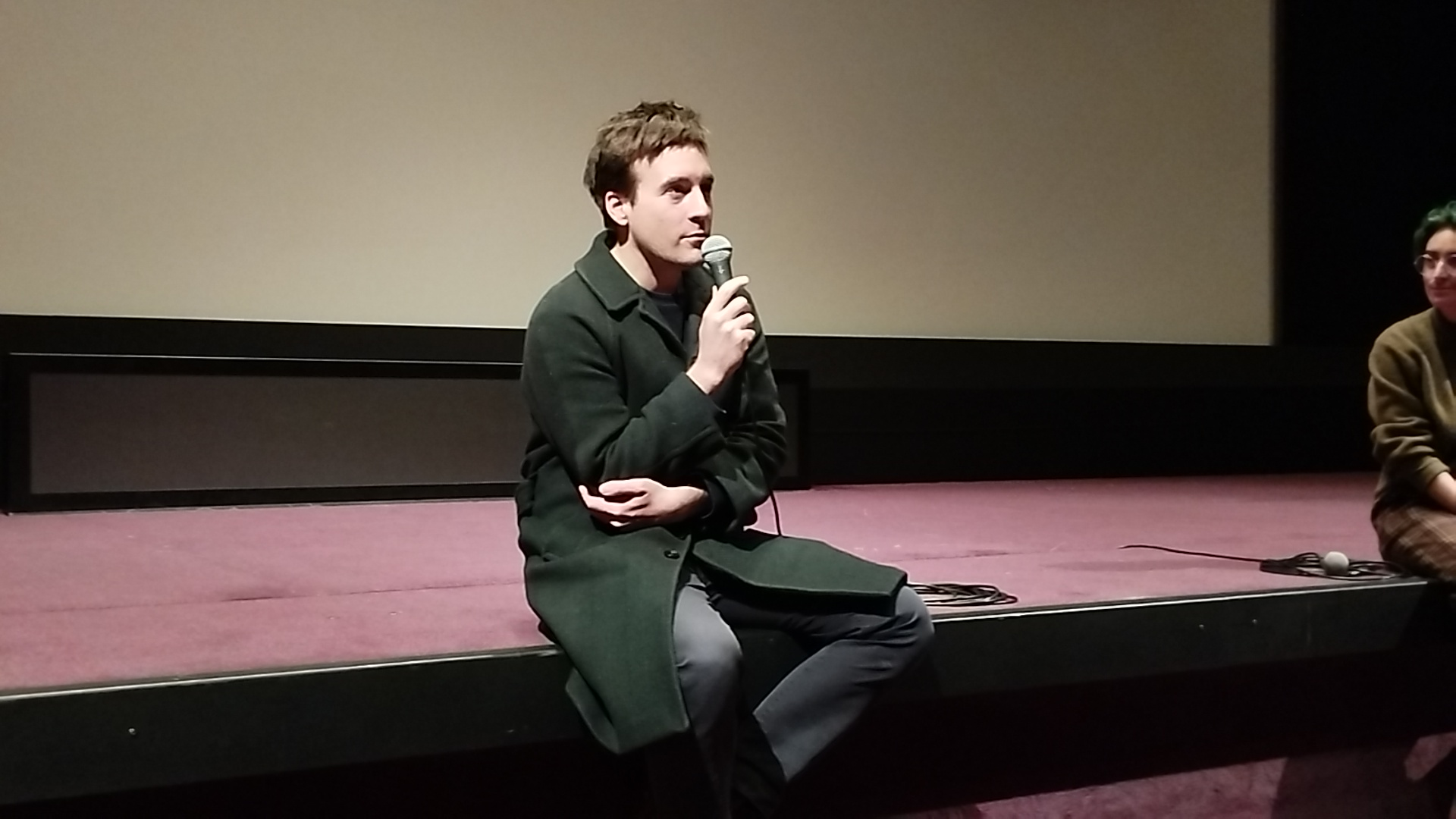
Grégoire Leprince-Ringuet présentant La Princesse de Montpensier à la Cinémathèque française en février 2023.

- 2005 : Le Frangin d'Amérique de Jacques Fansten : Antoine
- 2005 : Frappes interdites de Bernard Malaterre : Kevin
- 2007 : La vie sera belle d'Edwin Baily : Lucien Laclos
- 2011 : Roses à crédit d'Amos Gitaï : Daniel
- 2013 : Le Métis de Dieu de Ilan Duran Cohen : Père Julien
- 2014 : La Clinique du Docteur Blanche de Sarah Lévy : Jules
- 2014 : Les Fusillés de Philippe Triboit : Louis
- 2018 : Capitaine Marleau : Double jeu de Josée Dayan : Gabriel Dalvet
- 2019 : À l'intérieur de Vincent Lannoo : Maxime Chambord
- 2019 : États d'urgence de Vincent Lannoo : Arnaud Duter
- 2021 : Laval, le collaborateur de Laurent Heynemann : Maître Baud

### Réalisateur et scénariste
- 2010 : Dimanche matin, court-métrage
- 2011 : Inaperçu, court-métrage
- 2016 : La Forêt de Quinconces

## Doublage
Films
- Franz Rogowski dans :
  - Transit (2018) : Georg
  - Ondine (2020) : Christoph

Film d'animation
- 2025 : Une nuit au zoo : Xavier

## Distinctions

### Récompenses
- Festival de la fiction TV de Saint-Tropez 2005 : prix de la révélation et découverte pour Le Frangin d’Amérique (prix collectif pour tous les jeunes comédiens du téléfilm)[3]
- Prix du Syndicat français de la critique 2017 : prix du film singulier francophone pour La Forêt de Quinconces

### Nominations
- César 2004 : César du meilleur espoir masculin pour Les Égarés
- César 2008 : César du meilleur espoir masculin pour Les Chansons d'amour
- César 2009 : César du meilleur espoir masculin pour La Belle Personne
- César 2011 : César du meilleur espoir masculin pour La Princesse de Montpensier

## Publication
- La Forêt de Quinconces, éditions Arche, collection « Scène ouverte », 2016